# 트위스트 김
트위스트 김(본명: 김한섭, 1936년 4월 6일 ~ 2010년 11월 30일)은 대한민국의 배우이다.

## 생애
1959년 연극배우 첫 데뷔하였고 이듬해 1960년 뮤지컬 배우 데뷔하였으며 1962년 영화 《동경서 온 사나이》의 단역으로 영화배우 데뷔하였고 이어 같은 해 영화 《아름다운 수의》의 두번째 단역 영화 출연하였고 2년 후 1964년 영화 《맨발의 청춘》의 조연으로 일약 스타덤에 올랐다.
한편, 2006년 호텔 행사를 마친 후 뇌졸중으로 쓰러져 식물인간 상태로 투병해 왔다가 2010년 11월 30일 타계했고    본인(트위스트 김) 타계 후 장례식에 영화인 협회 누구도 오지 않았으며 결국 마지막까지 외면당했고 장례식에는 이효정만   참여했다.

## 출연작

### 영화
- 《동경서 온 사나이》 (1962년)
- 《맨발의 청춘》(1964년)
- 《우정》(1973년)
- 《마음 약해서》(1980년)
- 《종점》(1981년)
- 《도시로 간 처녀》(1981년)
- 《동경 아리랑》(1990년)
- 《그림일기》(2000년)
- 《수사반장 트위스트 김》(2002년)

### 방송
- 《TV는 사랑을 싣고》 (1994년)

### 음반
- 《새옹지마》(1997년)
- 《사나이 참사랑》(1980년)
- 《폭발 1초전》(1967년)

### 저서
- 《이 괴물을 누가 말리랴! 트위스트 김》(컴온스포츠, 2002년, ISBN 895524083X)

## 같이 보기
- 허장강